# Wishaw (Angleterre)
Pour la ville écossaise, voir Wishaw.
Wishaw ou Wishaw and Moxhull est une paroisse civile du Warwickshire, en Angleterre.

## Toponymie
Wishaw est un toponyme d'origine vieil-anglaise. Le deuxième élément est sceaga « bois », mais le premier est plus ambigu ; le toponymiste A. D. Mills propose *wiht « courbe ». Ce nom est attesté sous la forme Witscaga dans le Domesday Book, compilé en 1086.

## Géographie
Wishaw est une paroisse civile du Warwickshire, un comté des Midlands de l'Ouest. Elle se situe dans le nord de ce comté, à une quinzaine de kilomètres au nord-est du centre-ville de Birmingham. Elle est traversée par l'autoroute M6 et la route A446 (en).
Au Moyen Âge, Wishaw relève du hundred de Hemlingford (en). Après l'abandon du système des hundreds, il est rattaché au district rural de Castle Bromwich (en) de 1894 à 1912, puis au district rural de Meriden (en) de 1912 à 1974 et enfin au district non métropolitain du North Warwickshire depuis 1974.
Pour les élections à la Chambre des communes, Wishaw appartient à la circonscription de North Warwickshire.

## Histoire
Le Domesday Book indique qu'en 1066, le manoir de Wishaw appartient à un dénommé Ordric. C'est toujours le cas vingt ans plus tard, après la conquête normande de l'Angleterre, mais il a désormais un seigneur en la personne du baron anglo-normand Guillaume Fitz Corbucion. Il compte 8 habitants en 1086 et sa valeur annuelle est estimée à 10 shillings.
Le manoir passe par la suite aux comtes de Warwick, mais une partie des terres sont données à l'ordre du Temple, dont la présence à Wishaw et Moxhull est attestée en 1275. Après la dissolution de cet ordre, leurs biens y sont récupérés par les Hospitaliers. Ils cessent d'être mentionnés comme seigneurs du lieu au cours du XVe siècle.

## Démographie
Au recensement de 2011, la paroisse civile de Wishaw comptait 125 habitants.
| Année | Population |
| ----- | ---------- |
| 1801  | 218        |
| 1811  | 218        |
| 1821  | 219        |
| 1831  | 216        |
| 1841  | 266        |
| 1851  | 282        |
| 1881  | 173        |
| 1891  | 180        |
| 1901  | 171        |
| 1911  | 177        |
| 1921  | 172        |
| 1931  | 169        |
| 1951  | 145        |
| 1961  | 207        |
| 2011  | 145        |

## Culture locale et patrimoine

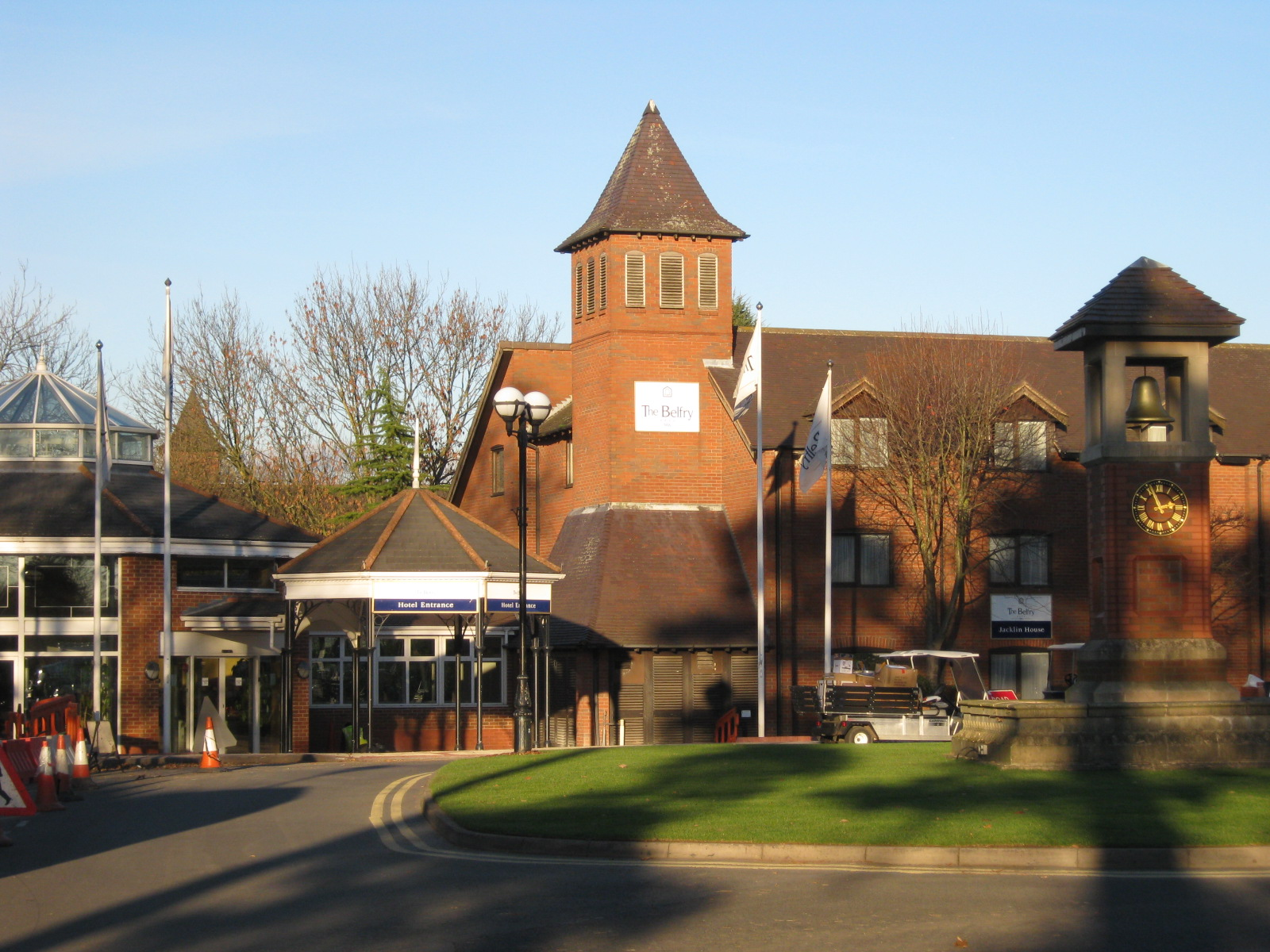
The Belfry en 2010.

La paroisse civile de Wishaw comprend notamment l'hôtel The Belfry (en). Avec ses trois terrains de golf, il accueille plusieurs tournois internationaux de golf, dont la Ryder Cup en 1985, 1989, 1993 et 2002.
L'église paroissiale de Wishaw est dédiée à Chad de Mercie. Elle remonte au XIIIe siècle, avec des ajouts et modifications au cours des deux siècles suivants. Une tour de style néogothique est ajoutée du côté ouest vers 1700. Elle est restaurée entre 1886 et 1887 et constitue un monument classé de grade II* depuis 1961.